# Liam Kavanagh
Liam Kavanagh (ur. 9 lutego 1935 w Wicklow, zm. 13 grudnia 2021) – irlandzki polityk i samorządowiec, długoletni deputowany, poseł do Parlamentu Europejskiego, w latach 1981 do 1982 i od 1982 do 1987 minister w różnych resortach.

## Życiorys
Był spokrewniony z politykiem Jamesem Everettem. Pracował jako inkasent. Zaangażował się w działalność polityczną w ramach Partii Pracy. W latach 1969–1997 zasiadał w Dáil Éireann dziewięciu kolejnych kadencji. Od 1973 przez osiem lat był posłem do Parlamentu Europejskiego, w 1979 wybrany w pierwszych wyborach powszechnych. Przystąpił do frakcji socjalistycznej, z PE odszedł w lipcu 1981. Wchodził w skład gabinetów kierowanych przez Garreta FitzGeralda. Był ministrem służb publicznych (od czerwca 1981 do marca 1982), ministrem pracy (od grudnia 1982 do grudnia 1983), ministrem środowiska (od grudnia 1983 do lutego 1986) oraz ministrem turystyki, rybołówstwa i leśnictwa (od lutego 1986 do stycznia 1987). Od 1990 do 1997 należał do Brytyjsko-Irlandzkiego Zgromadzenia Parlamentarnego. W 1997 nie utrzymał mandatu poselskiego. Był także radnym hrabstwa Wicklow oraz radnym miejskim w Wicklow (po raz ostatni do samorządu wybrany w 1999)